# Hemisphragia petiolata
Hemisphragia petiolata là một loài tò vò trong họ Ichneumonidae.